# 조시구치역
조시구치역(일본어: 銚子口駅)은 일본 홋카이도 가메다 군 나나에정에 있던 홋카이도 여객철도 하코다테 본선 (사와라 지선)의 역이다. 역 번호는 N69이며, 상대식 승강장 2면 2선의 구조를 지닌 지상역이다.

## 역 주변
- 히가시오누마 온천
- 호텔 유토피아 오누마

## 역사
- 1945년 6월 10일 : 일본국유철도의 일반역으로서 개업.
- 1987년 4월 1일 : 민영화에 의해, 홋카이도 여객철도로 이관.
- 1992년 : 간이위탁폐지, 무인역화.
- 2022년 3월 12일 : 이용객 감소, JR 시간표 개정으로 인하여 폐지.

## 인접 정차역
| 홋카이도 여객철도 하코다테 본선 | 홋카이도 여객철도 하코다테 본선 | 홋카이도 여객철도 하코다테 본선 |
| ------------------------------- | ------------------------------- | ------------------------------- |
| N70 나가레야마온센 오누마 방면  | 사와라 지선                     | 시카베 N68 모라 방면            |